# Martin McDonagh
Martin Faranan McDonagh (ur. 26 marca 1970 w Londynie) – brytyjsko-irlandzki dramaturg, reżyser i scenarzysta filmowy. Jedna z czołowych postaci współczesnego teatru irlandzkiego. Urodzony i wychowany w Londynie w rodzinie irlandzkich imigrantów. Posiadacz podwójnego obywatelstwa.
Twórca głośnych i nagradzanych filmów Najpierw strzelaj, potem zwiedzaj (2008) i Trzy billboardy za Ebbing, Missouri (2017). W teatrze znany jako autor czarnych komedii zebranych w dwie trylogie: "Trylogię Leenane" oraz "Trylogię arańską", których wszystkie części zostały po raz pierwszy wystawione przez Druid Theatre Company z siedzibą w Galway. Napisał także kilka słuchowisk radiowych.
Zasiadał w jury konkursu głównego na 80. MFF w Wenecji (2023).

## Życiorys
Urodził się w Camberwell w południowym Londynie, w rodzinie irlandzkiej. Jego matka (pochodząca z hrabstwa Sligo) i ojciec (z Galway) przeprowadzili się w 1992 z powrotem do Connemary, zostawiając Martina i jego brata (również reżysera i scenarzystę Johna Michaela McDonagh) w Londynie.
W wieku szesnastu lat Martin porzucił szkołę. Przez kolejną dekadę imał się różnych dorywczych zajęć lub pozostawał tymczasowo bez pracy, stale pisząc. Podczas letnich wizyt u rodziców w hrabstwie Galway McDonagh poznał specyficzny dialekt języka angielskiego, używany w zachodniej Irlandii, który później zastosował w swoich sztukach. 
Jego ironiczne połączenie surowego prowincjonalnego języka i czarnego humoru stanowi szczególną fuzję twórczości Johna Millingtona Synge'a ze współczesnymi utworami Harolda Pintera i Davida Mameta oraz stylem filmowym Quentina Tarantino. W 1996 został uhonorowany London Critics' Circle Theatre Awards dla najbardziej obiecującego dramatopisarza. Chociaż wielu uważa jego twórczość za wyjątkową, w sztukach McDonagha widać wyraźny wpływ amerykańskich twórców Beth Henley i Sama Sheparda, zwłaszcza w Królowej piękności z Leenane.
W 2006 McDonagh otrzymał Oscara dla najlepszego filmu krótkometrażowego za film Sześciostrzałowiec, do którego napisał scenariusz i którego był reżyserem. Sukces filmu spowodował jego przejście z krótkiego metrażu do fabuły i kolejne udane projekty filmowe.

## Twórczość dramatopisarska

### Trylogia Leenane (The Leenane Trilogy)
Królowa piękności z Leenane (The Beauty Queen of Leenane, 1996)
Historia dysfunkcyjnego związku między starą panną a jej dominującą matką, w której córka staje przed ostatnią szansą na miłość, a matkę spotyka ponury koniec. Sztuka nominowana do Tony Award za najlepszą sztukę w 1998.
Czaszka z Connemary (A Skull in Connemara, 1997)
Mężczyzna z Connemary, Mick Dowd zajmuje się wykopywaniem z grobów szkieletów, aby zrobić w starych grobach miejsce dla mieszkańców wymierającej wioski. Pewnego dnia jego "klientką" zostaje żona, która zginęła przed laty w spowodowanym przez niego wypadku samochodowym.
Samotny Zachód (The Lonesome West, 1997)
Adaptacja Prawdziwego Zachodu Sama Sheparda, pokazującego kłótnie dwóch braci po śmiertelnym, prawdopodobnie przypadkowym, postrzeleniu ojca. Sztuka nominowana do Tony Award za najlepszą sztukę w 1999.

### Trylogia arańska (The Aran Islands Trilogy)
Kaleka z Inishmaan (The Cripple of Inishmaan, 1996)
Intrygi niepełnosprawnego nastolatka, chcącego wystąpić w filmie Człowiek z Aran. Czarna komedia.
Porucznik z Inishmore (The Lieutenant of Inishmore, 2001)
Cierpiący na zaburzenia psychiczne dowódca odłamu Irlandzkiej Armii Republikańskiej dowiaduje się, że jego najlepszy przyjaciel – kot – został zabity.
The Banshees of Inisheer
Trzecia część trylogii wysp Aran, która nie została wydana drukiem. Powstał za to film Duchy Inisherin (The Banshees of Inisherin).

### Inne sztuki
Pan Poduszka lub Poduszyciel (The Pillowman, 2003)
Katurian, twórca makabrycznych bajek dla dzieci jest przesłuchiwany przez policję po tym, jak w okolicy kilkoro dzieci zostaje zamordowanych w sposób opisany przez Katuriana. Sztuka uhonorowana nagrodą Laurence'a Oliviera za najlepszą nową sztukę w 2004 roku oraz nagrodą The Mamturk Rifleman.
Kaci (Hangmen, 2015)
Czarna komedia, rozgrywająca się wśród zawodowych katów w pierwszych dniach po zniesieniu w Wielkiej Brytanii kary śmierci.

## Twórczość filmowa
Sześciostrzałowiec (Six Shooter, 2006)
Ta nagrodzona Oscarem krótkometrażowa czarna komedia opowiada o losach bohatera, który podczas smutnej podróży do domu, kilka godzin po śmierci żony, spotyka dziwnego i prawdopodobnie chorego psychicznie młodego mężczyznę. Film był kręcony w Wicklow, Waterford i Rosslare.
Najpierw strzelaj, potem zwiedzaj (In Bruges, 2008)
Po otrzymaniu Oscara za Sześciostrzałowiec McDonagh podjął współpracę z Focus Features, wytwórnią, na zlecenie której wyreżyserował długometrażowy film na podstawie własnego scenariusza. To opowieść o dwóch płatnych mordercach, którzy po przypadkowym zamordowaniu dziecka ukrywają się w Brugii. Główne role w filmie zagrali Brendan Gleeson i Colin Farrell, który za występ w tym filmie otrzymał nagrodę Złotego Globu dla najlepszego aktora w filmie komediowym lub musicalu.
7 psychopatów (Seven Psychopaths, 2012)
Czarna komedia o scenarzyście Martym (w tej roli Colin Farrell), który akurat kończy pisać scenariusz zatytułowany Siedmiu psychopatów. Aby tego dokonać, potrzebuje jedynie odrobiny skupienia i inspiracji. Jego najlepszy przyjaciel, bezrobotny aktor Billy (Sam Rockwell), który dorabia sobie jako złodziej psów, zrobi wszystko, żeby pomóc swojemu kumplowi. Rzecz w tym, że w tym samym czasie Billy wraz ze swym wspólnikiem Hansem (Christopher Walken) skradli ukochanego psa szalonego gangstera, który nie powstrzyma się przed niczym, by go odzyskać.
Trzy billboardy za Ebbing, Missouri (Three Billboards Outside Ebbing, Missouri, 2017)
Dramat kryminalny o zdesperowanej kobiecie (Frances McDormand), która wobec obojętności lokalnych służb wynajmuje trzy billboardy, by zwrócić publiczną uwagę na wciąż niewyjaśnioną sprawę morderstwa swojej córki. Film z brawurowymi kreacjami aktorskimi miał swoją premierę w sekcji konkursowej na MFF w Wenecji. Wkrótce stał się jednym z przebojów sezonu i zdobył wiele cennych nagród (m.in. dwa Oscary i cztery Złote Globy).
Duchy Inisherin (The Banshees of Inisherin, 2022)
Komediodramat z elementami czarnego humoru opowiadający o dwóch mężczyznach, z których jeden chce zerwać ich znajomość, lecz drugi nie może się z tym pogodzić. Grają ich, odpowiednio, Brendan Gleeson i Colin Farrell.

## Adaptacje teatralne w Polsce
21 kwietnia 2001 w Teatrze Nowym w Poznaniu odbyła się premiera Królowej piękności z Leenane w reżyserii Roberta Glińskiego. W obsadzie znaleźli się: Krystyna Feldman, Daniela Popławska, Mariusz Puchalski, Grzegorz Chołuj oraz Andrzej Lajborek. 
W 2011 roku na scenie krakowskiego Teatru Barakah wystawiono dramat Martina McDonagha pt. Jednoręki ze Spokane w reż. Any Nowickiej. 